# 阿部修平
阿部 修平（あべ しゅうへい、1954年5月10日 - ）は、日本の投資家・実業家。スパークス・グループ株式会社創業者・代表取締役社長グループCEO。

## 来歴
- 1973年、北海道札幌西高校卒。
- 1978年、上智大学経済学部卒。
- 1981年、米国バブソン大学でMBAを取得した後、野村総合研究所入社。
- 1982年、野村證券転出。
- 1985年、野村證券退社、独立しアベ・キャピタル・リサーチ設立。創業時より顧客にヨーロッパの富裕層や著名投資家ジョージ・ソロスを抱えた。
- 1986年、スパークス投資顧問株式会社（現スパークス・グループ）設立。
- 2005年、ハーバード大学ビジネススクールでAMP取得。
- 2011年10月、日本国政府国家戦略室・エネルギー・環境会議コスト等検証委員会委員に就任。

## 創業後の歩み
日本に帰国し、1989年、スパークス投資顧問（株）として、東京都港区にて投資顧問業務を開始。1998年には国内マーケティングを目的としてスパークス証券（株）を設立した。
2000年にスパークス投資顧問をスパークス・アセット・マネジメント投信（株）へ商号変更。
2001年にJASDAQ市場（現・東証JASDAQ市場）に株式上場。独立系投資顧問会社としては唯一の上場企業となる。
2005年8月 運用資産規模1兆円を達成。
2006年8月 運用資産規模2兆円を達成。
2008年6月 韓国ロッテと、子会社Cosmo Investment Management Co.,  Ltd.を共同経営する提携が成立。
2008年10月 リーマンショックによる経済危機に対応し、希望退職者募集を含む経営改革を断行。
2009年11月 青森県六ヶ所村における風力発電を目的としたスマートグリッド実証モデル実施計画に参加。トヨタ自動車、日立製作所、パナソニック電工も参加。
2012年6月 海外政府系ファンドと資産規模400億円の不動産投資ファンドを設定し、運用を開始。
2012年6月 東京都の官民連携ファンドの運用者に指定される。
2014年4月 独立系不動産投資顧問会社[[ジャパンアセットトラスト（現・スパークス・アセット・トラスト＆マネジメント）（株）の全株式を取得し、統合。不動産及びインフラ等の実物資産を投資対象とする運用ビジネスの一層の拡大を表明する。
2014年10月 東京都の官民ファンド2号の運用者に指定される。

## 経営観
スパークス・グループのミッションステートメントは「世界で最も信頼、尊敬されるインベストメント・カンパニー」である。
ヘッジファンドヘッジファンド]]の代表的な運用手法として知られる「ロング・ショート戦略」を日本に初めて導入した。
「マクロはミクロの集積である」という投資哲学のもと、徹底したボトムアップアプローチを実践し、アナリストチームによる年間数千社への訪問・経営陣へのインタビューを実践している。

## 趣味・特技
ギター演奏、プロミュージシャンと一緒にコンサートを開催する腕前。
絵画、ゴルフ。

## 著作
- 「いまこの企業に投資しなさい－大変革期の新投資戦略」 1996年9月 ダイヤモンド社
- 「資産運用を変えなさい－いままでの考え方では財産は減るばかり」 1998年5月 ダイヤモンド社
- 「「成長株・バリュー株」この株に投資しろ！」 2000年2月 ダイヤモンド社
- 「市場は間違える、だからチャンスがある」 2009年10月 日本経済新聞出版社
- 「株しかない」2015年1月 幻冬舎 ISBN 978-4344026698 （日本経済新聞社 2015年2月4日付日経新聞夕刊 ベストセラー総合 第1位）

| スタブアイコン | サブスタブ | この項目は、まだ閲覧者の調べものの参照としては役立たない、人物に関連した書きかけの項目です。この項目を加筆・訂正などしてくださる協力者を求めています（P:人物伝/PJ:人物伝）。 |